# The Spiral
The Spiral is een vijfdelige dramaserie uit 2012, ontstaan uit een coproductie tussen verschillende Europese televisieomroepen. De serie werd vanaf september 2012 uitgezonden door de producerende omroepen. De cast bestaat uit Belgische, Nederlandse, Finse, Deense, Noorse en Zweedse acteurs.

## Verhaal
De mysterieuze leider van een kunstenaarsgemeenschap in Kopenhagen en zes jonge kunstenaars zetten een plan uiteen om zes grote werken uit verschillende Europese musea te stelen. Dit plan mislukt echter in zijn geheel, waardoor het voor de kunstenaars eerst zaak wordt zichzelf te redden.

## Omroepen
- VARA
- VRT
- SVT
- NRK
- YLE
- TV3
- ARTE

## Rolverdeling
- Teun Luijkx - Max Grunfeld
- Kenneth Herdigein
- Johan Leysen - Arturo
- Thomas Ryckewaert - Francis D'Haese
- Johan Van Assche - Hector D'Haese
- Lien Van de Kelder - Roos Dubois
- Tuva Novotny - Sigrid Thelin
- Donald Högberg - Aldo Berg
- Tommi Korpela - Juha Virtanen
- Elmer Bäck - Oskar
- Thure Lindhardt - Blochin
- Paw Henriksen - Jakob Poulsen
- Viktoria Winge - Ella Nygård

## Afleveringen
| Nr | Eerste uitzending op één | Eerste uitzending op Nederland 3 | Regie        | Scenario                                 | Live-kijkcijfers op één | Live-kijkcijfers op Ned 3 |
| -- | ------------------------ | -------------------------------- | ------------ | ---------------------------------------- | ----------------------- | ------------------------- |
| 1  | 9 september 2012         | 2 september 2012                 | Hans Herbots | Ben Zlotucha/Carl Joos/Paul Jan Nelissen | 634.110                 | 298.000                   |
| 2  | 16 september 2012        | 9 september 2012                 | Hans Herbots | Ben Zlotucha/Carl Joos/Paul Jan Nelissen | 612.968                 | 213.000                   |
| 3  | 23 september 2012        | 16 september 2012                | Hans Herbots | Ben Zlotucha/Carl Joos/Paul Jan Nelissen | 533.801                 |                           |
| 4  | 30 september 2012        | 23 september 2012                | Hans Herbots | Ben Zlotucha/Carl Joos/Paul Jan Nelissen | 492.121                 |                           |
| 5  | 7 oktober 2012           | 30 september 2012                | Hans Herbots | Ben Zlotucha/Carl Joos/Paul Jan Nelissen |                         |                           |